# Hyloxalus patitae
Espèce
Synonymes
- Colostethus patitae Lötters, Morales & Proy, 2003

Statut de conservation UICN

 DD  : Données insuffisantes
Hyloxalus patitae est une espèce d'amphibiens de la famille des Dendrobatidae.

## Répartition
Cette espèce est endémique de la province d'Oxapampa dans la région de Pasco au Pérou. Elle se rencontre de 210 à 800 m d'altitude dans la Serranía de Sira.

## Description
Les mâles mesurent de 19,5 à 22,2 mm et les femelles de 20,8 à 23,2 mm.

## Étymologie
Cette espèce est nommée en l'honneur de Patricia Vargas, en référence à son surnom Patita.

## Publication originale
- Lötters, Morales, & Proy, 2003 : Another new riparian dendrobatid frog species from the upper Amazon basin of Peru. Journal of Herpetology, vol. 37, no 4, p. 707-713 (texte intégral).